# Pedakakani
Pedakakani là một mandal thuộc huyện Guntur, bang Andhra Pradesh, Ấn Độ. It is under the administration of Guntur Revenue Division and the headquarters are located at Pedakakani. The mandal is bounded by Tadikonda, Mangalagiri, Duggirala, Tenali, Chebrole and Guntur mandals.